# Dittersdorf (Turíngia)
Dittersdorf é um município da Alemanha localizado no distrito de Saale-Orla, estado de Turíngia.
Pertence ao Verwaltungsgemeinschaft de Seenplatte.

## Demografia
Evolução da população (31 de dezembro):
| - 1994 - 233 - 1995 - 233 - 1996 - 243 - 1997 - 253 | - 1998 - 246 - 1999 - 240 - 2000 - 248 - 2001 - 247 | - 2002 - 244 - 2003 - 241 - 2004 - 238 - 2005 - 225 |

Fonte: Thüringer Landesamt für Statistik